# Titea caerulea
Titea caerulea är en fjärilsart som beskrevs av Tite 1963. Titea caerulea ingår i släktet Titea och familjen juvelvingar. Inga underarter finns listade i Catalogue of Life.